# نينا وورز
نينا وورز (بالألمانية: Nina Müller) مواليد 14 نوفمبر 1980 في بريمن، هي لاعبة كرة يد ألمانية. مثلت منتخب ألمانيا لكرة اليد للسيدات. شاركت في دورة الألعاب الأولمبية الصيفية سنة 2008. حققت المركز الثالث في بطولة العالم لكرة اليد للسيدات 2007.

## الميداليات
| الميدالية | المسابقة                            |
| --------- | ----------------------------------- |
| برونزية   | بطولة العالم لكرة اليد للسيدات 2007 |

## روابط خارجية
- نينا وورز على موقع الاتحاد الأوروبي لكرة اليد (الإنجليزية)
- نينا وورز على موقع أوليمبيديا (الإنجليزية)